# Original Copasetics
Die Original Copasetics waren ein Ensemble von Star-Stepptänzern, das 1949 nach dem Tod von Bill „Bojangles“ Robinson gegründet wurde und dazu beitragen sollte, den Stepptanz überleben zu lassen. Zur ersten Gruppe gehörten der Komponist/Arrangeur Billy Strayhorn und der Choreograf Cholly Atkins sowie Honi Coles, Charles „Cookie“ Cook und sein Tanzpartner Ernest „Brownie“ Brown. Weitere Tänzer waren Chuck Green, Jimmy Slyde und Howard „Sandman“ Sims. Die Gruppe erhielt ihren Namen nach Robinsons bekanntem Spruch „Everything is copasetic“ (übersetzt etwa: alles ist in Ordnung). Die Gruppe wurde 1989 mit der Broadway-Revue „Black and Blue“ geehrt.